# Бергуль (Куйбышевский район)
Бергуль — деревня в Куйбышевском районе Новосибирской области. Входит в состав Гжатского сельсовета.

## География
Площадь деревни — 20 гектаров.

## История
Основана в 1776 г. В 1926 году состояла из 191 хозяйства, основное население — русские. Центр Бергульского сельсовета Барабинского района Барабинского округа Сибирского края.

## Население
| 1926 | 2002 | 2007 | 2010 |
| ---- | ---- | ---- | ---- |
| 1048 | ↘132 | ↗141 | ↘112 |

## Инфраструктура
В деревне по данным на 2007 год отсутствует социальная инфраструктура.